# Maria Genovese
Maria Genovese es una deportista italiana que compitió en taekwondo. Ganó una medalla de bronce en el Campeonato Europeo de Taekwondo de 1984 en la categoría de –60 kg.

## Palmarés internacional
| Campeonato Europeo | Campeonato Europeo | Campeonato Europeo | Campeonato Europeo |
| Año                | Lugar              | Medalla            | Categoría          |
| ------------------ | ------------------ | ------------------ | ------------------ |
| 1984               | Stuttgart (RFA)    | Medalla de bronce  | –60 kg             |